# Палазис, Димитрис
Димитрис Палазис (греч. Δημήτρης Παλάζης, 5 июля 1960, Афины) — новогреческий поэт, автор ряда эссе и драматург.

## Творческая биография
Димитрис Палазис начал писать стихи в 1979 году, в 1989 году впервые занялся прозой. Его произведения публикуются в греческих, журналах, газетах и в Интернете. С 1995 начал переводить свои стихи на английский язык. Лауреат премии греческого Литературного общества «Парнас» (2007) за «Σεισμογενής περιοχή». Живет и работает в Афинах.
Поэзия Палазиса характеризуется символизмом, в ней чувствуется также влияние сюрреализма. Ей присуще сильное чувство места и параллелизма. Стихи часто передают внутренний монолог или диалог с неизвестным лицом.
Среди других интересов Палазиса: искусство, музыка, философия, культура, психология и социология.

## Сборники стихов
- Από την Απομόνωση 1981
- Νήσος Ευταλία, 2005
- Φυγάδες των καιρών, εκδ. Αλεξάνδρεια, 2006
- Το κόκκινο βιβλίο, εκδ. Αλεξάνδρεια, 2009

## Публикации в журналах
- Eclectica Magazine, Four Poems
- Περιοδικό Γραμμάτων & Τεχνών Βακχικόν